# Símbolos de Tultepec
El Escudo de Tultepec es el emblema representativo del municipio de Tultepec, en el estado mexicano de México.

## Escudo
En el escudo de Tultepec se representa la imagen de un cerro con juncos o tules en la parte superior. Toltepec en su traducción del náhuatl significa "En el cerro de los tules" y proviene de los vocablos Tolin = Junco, Pepetl = Cerro y C = En.

### Historia
Históricamente el municipio carecía de símbolos propios; durante un programa estatal, en el año de 1985, Tultepec adopta un glifo o membrete oficial, en alusión al nombre náhuatl del municipio, para uso oficial; el glifo está representado por un cali y el cuerpo de una serpiente.
El escudo de Tultepec es presentado oficialmente en 17 de enero de 2024 celebrando la creación del municipio.

## Himno
El himno a Tultepec es un símbolo del municipio mexiquense que lo representa.
Coro
- Tultepec, hoy cantamos gloriosos
- la grandeza de toda tu historia,
- con firmeza todos jubilosos
- tus momentos y tu trayectoria.

I
- Es el trece de enero la fecha
- cuando nace este gran municipio,
- ese día se enciende la mecha
- de la historia del gran artificio.

II
- Tus bastiones, también tus baluartes
- magnifican muy bien tu grandeza.
- Eres sede de las bellas artes,
- ellas son las que hacen tu belleza.

III
- Eres cuna de grandes histriones
- de la vida de un gran municipio.
- Tu presencia desata pasiones
- cual estrella del cielo infinito.

IV
- Son tus barrios y localidades
- complementos de una unidad,
- tus capillas y tus santidades
- fortalecen nuestra humanidad.

V
- Tus artistas y tus artesanos
- son creadores de una gran leyenda.
- Todos juntos somos como hermanos
- al brindarte todos nuestra ofrenda.

VI
- Labradores del fuego en el tiempo,
- forjadores de un gran municipio
- que trasciende su voz en el viento
- hasta hoy y desde su principio.

VII
- Un ejemplo de honor son tus hijos
- que trabajan en arduas jornadas,
- siempre leales con un rumbo fijo,
- tus mujeres son nobles y honradas.

VIII
- Municipio con gran desarrollo,
- un ejemplo de hacer y crecer,
- donde buscas y encuentras apoyo
- con amor eres mi Tultepec.